# Jong Station
Jong Station (Jong stasjon eller Jong holdeplass) var en jernbanestation på Drammenbanen, der lå i området Jong i Bærum kommune i Norge.
Stationen åbnede som trinbræt 31. maj 1959. Den blev nedlagt 23. maj 1993, hvor den og Slependen Station blev erstattet af en ny Slependen station. Ved nedlæggelsen bestod Jong Station af to spor med hver sin sideliggende perron.